# Jean-Baptiste de Laclos
Jean-Baptiste de Laclos (París, 25 de enero de 1789 - Ibíd., 1870) fue un escritor y novelista francés.

## Biografía
Jean-Baptiste de Laclos procedía de una familia de la pequeña nobleza de la Baja Navarra que había hecho fortuna con el comercio. Su padre estaba lejanamente emparentado con Pierre Choderlos de Laclos, el célebre autor de ‘’Las amistades peligrosas’’, y durante la Revolución Francesa apoyó a los girondinos, lo cual le ocasionó pasar por la prisión durante la época de El Terror.
El joven Jean-Baptiste inició la carrera militar bajo el imperio de Napoleón, fue herido en la batalla de Dresde y también participó en la de Waterloo. Con la Restauración borbónica en Francia abandonó el ejército y se dedicó al periodismo. Colaboró principalmente en los periódicos Le Moniteur universel y Le Siècle, especializándose en crítica literaria, viajes e historia.
Junto con el periodismo y la crítica cultural cultivó la novela, adscribiéndose al estilo realista de la época, según el modelo de Honoré de Balzac y Stendhal, con los cuales mantuvo amistad, aunque en 1848 tuvo una sonada polémica con Balzac tras la cual rompieron su relación. Viajó por diversos países de Europa y, sobre todo, por España, país en el cual residió entre 1849 y 1851 como cónsul francés en Barcelona. Mantuvo una posición crítica con Napoleón III que le ocasionó su marginación de las esferas oficiales.
Contrajo matrimonio con Adèle Martin, hija del editor de un periódico, con la que no tuvo hijos, al parecer había quedado estéril por sus heridas de guerra.

## Obras
Entre las obras de este escritor se pueden mencionar:
- L'Écolièr (1821), colección de cuentos
- Erreurs et mensonges historiques (1829)
- Les Contes de Charles (1835)
- Les Méchants (1842)
- La vérité et le mensonge dans la littérature (1847)
- Les Amies de Suzanne (1854)
- Mysterès d’Espagne (1855)
- Les Filles de Michel (1860)
- La décision d'Eustelle (1863)